# Thomisus arabicus
Thomisus arabicus là một loài nhện trong họ Thomisidae.
Loài này thuộc chi Thomisus. Thomisus arabicus được Eugène Simon miêu tả năm 1882.